# کئور
شهر کئور (به فرانسوی: Cahors) در شهرستان لو در ناحیه پیرنه میانه با جمعیت ۲۰٬۰۶۲ نفر در کشور فرانسه واقع شده‌است